# الأذكياء (مجلة)
مجلة الأذكياء هي مجلة إماراتية أسبوعية تصدر عن دار الخليج للصحافة والطباعة والنشر التي تصدر جريدة الخليج من مجلة شروق، واسمها الإنجليزي Smarts رئيس مجلس الإدارة تريم عمران. صدر العدد الأول منها في الثلاثاء 12 إبريل 1996م.
تجمع صفحات المجلة بين القصص القرآنية والخيال العلمي، والمواقف الفكاهية، وتعتمد على التسالي والتحقيقات المصورة والمسابقات. ليست هناك إشارة إلى أسماء الكتاب الذين يقومون بتحرير المجلة خاصة الشخصيات الرئيسية وتخلو المجلة من الإعلانات.

## الأبواب
تتضمن أبواب المجلة: 
- مغامرة حقيقية
- واحة الإيمان
- تحقيقات مسعد
- عالم جديد
- موسوعة الأذكياء
- مذكرات بربوح
- المحققة بوخشم
- من التراث
- مدرسة الأذكياء
- لون معنا
- الأذكياء يكتبون
- علامات استفهام
- شعوب وحضارات
- فنون
- رياضة

## وصلات خارجية
- وصلة مجلة الأذكياء على موقع الخليج.